# Liste des métros d'Afrique
Cet article présente une liste des métros d'Afrique.

## Métros en exploitation
| Ville       | Pays     | Article                   | Liste des stations | Date d'ouverture |
| ----------- | -------- | ------------------------- | ------------------ | ---------------- |
| Tunis       | Tunisie  | Métro léger de Tunis      | Liste              | 1985             |
| Le Caire    | Égypte   | Métro du Caire            | Liste              | 1987             |
| Alger       | Algérie  | Métro d'Alger             | Liste              | 2011             |
| Addis-Abeba | Éthiopie | Métro léger d'Addis-Abeba | Liste              | 2015             |
| Abuja       | Nigeria  | Métro d'Abuja             | Liste              | 2018             |
| Lagos       | Nigeria  | Métro de Lagos            | Liste              | 2023             |

## Métros en construction
| Ville   | Pays          | Article               | Liste des stations | Date d'ouverture              |
| ------- | ------------- | --------------------- | ------------------ | ----------------------------- |
| Oran    | Algérie       | Métro d'Oran          | Liste              | construction 2025 au plus tôt |
| Abidjan | Côte d'Ivoire | Métro d'Abidjan       | Liste              | 2028                          |
| Sfax    | Tunisie       | Métro léger de Sfax   | Liste              | 2022                          |
| Luanda  | Angola        | Métro léger de Luanda | Liste              | 2024                          |